# Unity (гейм енджин)
 Тази статия е за игровия двигател.  За интерфейса вижте Unity (интерфейс).  
„Юнити“ е междуплатформен игрови двигател, разработен от „Юнити Технолоджис“ и използван за разработка на видеоигри за компютри, конзоли, мобилни устройства и сайтове. В началото е обявен само за OS X на световната конференция за програмисти на „Апъл“ през 2005 г. Оттогава е разширен за повече от петнадесет платформи, основният инструмент за разработка на софтуер (SDK) за Wii U.
Професионалната версия на „Юнити“ е достъпна срещу определена такса, а личната няма такса – свободно е за ползване от всеки човек или компания с по-малко от 100 000 щатски долара годишен приход. С пускането на „Юнити“ 5.0 на 3 март 2015 г. „Юнити Технолоджис“ предоставя целия двигател за свободно ползване с всички подробности, изходен код и премийна поддръжка. „Юнити“ е признат заради възможността си да предоставя игри за множество платформи.
Издадени са пет версии на „Юнити“. През 2006 г. на WWDC Trade show, „Апъл“ обявява „Юнити“ за първи подгласник в категорията за най-добро използване на Mac OS X графика.

## Характеристики
С ударение на мобилността двигателят се цели в следните ППИ: Direct3D на „Уиндоус“ и Xbox 360; OpenGL на „Mак“ и „Уиндоус“; OpenGL ES на „Андроид“ и iOS и собствените ППИ на конзолите за видеоигри. „Юнити“ позволява компресия и настройки на разделителната способност за всяка платформа, която двигателя поддържа, и осигурява поддръжка за релефно картографиране, рефлектно картографиране, паралаксно картографиране, screen space ambient occlusion (SSAO), динамично засенчване с използване на карти за засенчване, структурно превеждане и ефекти за обработка на цял екран. Разнообразието от графични платформи на „Юнити“ може да осигури шейдър с множество варианти и описани спецификации за отмяна, позволявайки на „Юнити“ да открие най-добрия вариант за настоящия видео хардуер и ако никой не е съвместим, да се върне на алтернативен шейдър, който може да пожертва някои характеристики за по-добра производителност.
Програмата е разработена на „Моно“, отвореното изпълнение на .NET Framework. Програмистите могат да използват UnityScript (собствен език с ECMAScript – вдъхновен синтаксис, който софтуерът възприема като JavaScript), C# или Boo (който е със синтаксис вдъхновен от Python).
„Юнити“ се отличава с възможността да разработва игри за различни платформи. В един и същ проект разработчиците имат контрол върху доставката до мобилни платформи, мрежови четци, компютри и конзоли.
Платформите, които поддържа, включват BlackBerry 10, Windows Phone 8, OS X, Android, iOS, Unity Web Player (включително „Фейсбук“), PlayStation 3, PlayStation 4, PlayStation Vita, Xbox 360, Xbox One, Wii U, Nintendo 3DS line и Wii. Включва сървър с подобрения и физика на Nvidia PhysX. „Юнити уеб плейър“ е приставка за мрежови четци, която се поддържа само от „Уиндоус“ и OS X. „Юнити“ е основният инструмент за софтуерна обработка на конзолата на „Нинтендо“ Wii U и има включено безплатно копие към всеки Wii U лиценз за програмиране. „Юнити Технолоджис“ нарича това добавяне на страничен софтуер „първо в индустрията“.

## Версии

### „Юнити“ 1
„Юнити“ 1.0 e обявен на конференцията Apple Worldwide Developers през 2005 година и пусната за използване на 8 юни същата година. Първоначално Unity 1.0 e ограничен да се ползва само на Mac OS X. В тази версия са добавени шейдерно ориентирано OpenGL изобразяване, физични изчисления които се изпълняват от Novodex (сега PhysX) физичен двигател, поддръжка на звук и скриптове на C#. Unity 1.0 е достъпен както в нискобюджетен вариант 'Indie' така и в скъпоплатен вариант 'Pro' в който са добавени доста екстри.
В последвалите версии 1.х е добавена опция създадените игри да могат да се работят в Windows среда, освен като настолни приложения, така и на браузъри посредством приставка.

### „Юнити“ 2
„Юнити“ 2.0 е пуснат в продажба на 11 октомври 2007 г. по време на първата годишна конференция за „Юнити“ (Unite conference). Ключови добавки към съществуващата версия включват картографиращ енджин, мрежова система (базирана на RakNet), динамично добавяне на сенки в реално време, и система за изграждане на потребителски интерфейс. В тази версия също е представен „Юнити Асет Сървър“, добавка която позволява на екипи от програмисти да споделят по-лесно придобивките на проекта.
На 4 октомври 2008 г. е обявена добавката за публикуване за „Айфон“. Това позволило на програмистите да напишат игри на Мак и да ги публикуват за „Айфон“.
В „Юнити“ 2.5, пуснато на 19 март 2009 г. е добавена поддръжка за писане на игри на „Уиндоус“.
През октомври 2009 г. на „Юнити“ конференцията е потвърдено, че „Юнити Технолоджис“ няма да искат вече пари за индивидуалната версия на „Юнити“, а вместо това ще я пуснат за свободно ползване.

### „Юнити“ 3
„Юнити“ 3.0 е пуснат на 4 октомври 2010 г. Новостите включват поддръжка на светлинно картографиране с използване на технологията Beast на Illuminate Labs, премахване на скрити повърхности, предоставено от Umbra, обработка на звукови процеси в реално време и поддръжка на C# 3.5. Тази версия включва и поддръжка на „преглед на качеството“ за публикуване на игри за „Андроид“, продавана като отделна добавка. Поддръжката на „Андроид“ официално е обявена на 1 март 2011 г.
На 10 ноември 2010 г. е лансиран магазин за придобивки, където потребителите могат да продават придобивки за своите проекти – произведения на изкуството, кодови системи, аудио и др. – един на друг.
„Юнити“ 3.4 предостави вградена поддръжка за системата за процесуално структуриране „Substance“ на Allegorithmic.
„Юнити“ 3.5 е реализиран на 14 февруари 2014 г. и се отличава с предоставянето на няколко ключови особености доста късно в цикъла на живот на версията. Нова система за частици наречена „Шурикен“, вградена структура за маршрутизиране и навигиране, детайлно ниво на управление на триизмерни модели, ВДО, нови свойства за глобално осветяване, и пренаписване на премахването на скрити повърхности. В тази версия е и представянето на предварителната поддръжка за Adobe Flash и Google Native Client като платформи за публикуване.

### „Юнити“ 4
„Юнити“ 4.0 е официално представен на 13 ноември 2012 г. Главните нови свойства включват нова система за анимиране „Mecanim“, поддръжка на DirectX 11, и затъмняване в реално време за мобилни платформи.
С тази версия компанията обявява смяна на посоката към цикъл на обновление с по-малко нови черти, но за по-кратно време. При това положение следващите версии на 4.Х предоставиха новите особености както следва:
- „Юнити“ 4.1 представено на 13 март 2013 г.: Профилиране на паметта, поддръжка на AirPlay за iOS, и няколко по-малки обновления за Mecanim и редакция на шейдери.
- „Юнити“ 4.2 представено на 22 юли 2013 г.: Поддръжка на Windows Phone 8, Windows Store и BlackBerry като платформи за публикуване; поддръжка на OpenGL ES 3.0 за мобилни платформи; вградена поддръжка за система за контрол на версиите за Perforce; и възможността да се прекрати процеса на изграждане, когато вече е започнал. (Последното получи аплодисменти при обявяването си на Unite Nordic през 2013 г.)
- „Юнити“ 4.3 представено 12 ноември 2013 г.: нова 2D структура, включваща поддръжка на двуизмерно представяне и нов двуизмерен физичен двигател (предоставен от Box2D).
- „Юнити“ 4.5 представено на 27 май 2014 г.: не са представени значителни обновления, като вместо това тази версия се фокусира върху оправянето на дефекти, докладвайки за повече от 450 поправки във версията.
- „Юнити“ 4.6 представено на 26 ноември 2014 г.: нова структура на потребителския интерфейс. Също така версия 4.6.2 представена на 29 януари 2015 г. добавя поддръжка на 64-битови приложения за iOS.

На 21 май 2013 г. главният изпълнителен директор Дейвид Хелгасон обявява, че основните версии на добавките за „Айфон“ и „Андроид“ ще бъдат свободно достъпни от „Юнити“ 4.2 нататък.

### „Юнити“ 5
„Юнити“ 5.0 е пуснат за свободно ползване на 3 март 2015 г. като е добавено дългоочакваното глобално осветление в реално време базирано на Геометричната Осветителна технология. Другите основни промени са физически базирани шейдери, небесни полета с ВДО, отражателни сонди, нов смесителен пулт с ефекти и подобрени условия за анимиране.
Представена е системата Cloud Build (на цена от 25 долара на месец за физически лица) както и „Доклад за състоянието на играта“ и „Анализиране на играта“ (също за 25 долара на месец за физически лица), които записват данните на играчите при реализираните игри – нещо което за много програмисти е било трудна да се направи при „Юнити“ 4.х. Преди това програмистът е трябвало да пише допълнителен код, вписвайки се директно в двигателя на играча.
По-малките подобрения включват: 64-битов редактор за управление на големи проекти, 64-битова поддръжка за iOS, ново забавено предаване, графични командни буфери, подобрено линейно осветление, ВДО, работни процеси за небесния куб и кубично картографиране, подобрена система за разпределение на задачите, нов „CPU Таймлайн Профайлър“ позволяващ да се следи многоядреното използване, подобрена система за навигиране НавМеш.
Допреди „Юнити“ 5.0, двигателят използваше доста остаряла версия на физичния междинен софтуер PhysX на Nvidia. „Юнити“ 5.0 включва версия 3.3, която е стандарт за игрите ААА.
„Юнити“ 5.0 осигурява поддръжка за Microsoft Windows, OS X, „Юнити уеб плейър“, „Андроид“, iOS, BlackBerry 10, Windows Phone 8, Tizen, WebGL, PlayStation 3, PlayStation 4, PlayStation Vita, Wii U, Nintendo 3DS line, Xbox 360, Xbox One, „Андроид ТВ“, „Самсунг Смарт ТВ“, Oculus Rift, HTC Vive и Gear VR.
На 26 август 2015 г. е реализирана експериментална версия за „Убунту Линукс“ с неофициален платформен инсталатор за повечето модерни 64-битови версии на „Линукс“ и официална поддръжка само за 64-битово „Убунту“ 12.04 или по-ново.

## „Юнити–чан“
В Япония „Юнити“ има талисман, наречен „Юнити–чан“ (ユニティちゃん Yuniti-chan), чието истинско име е Кохаку Отори (大鳥 こはく Ōtori Kohaku), озвучен от Асука Какумото). Фирмата позволява използването на „Юнити–чан“ и на всички свързани персонажи във второстепенни проекти при определени лицензи. Например „Юнити–чан“ се появява като персонаж, с който може да се играе в играта Runbow.

## Рецензии
През 2012 г. VentureBeat обявиха, че „Малко компании са допринесли толкова много за потока на независимо произведените игри, колкото „Юнити Технолоджис“.
През 2006 г. на WWDC конференцията Apple, Inc. избраха „Юнити“ на второ място, в категорията „Най-добро използване на графиката на Mac OS X“, само година след като „Юнити“ започва своята дейност именно на тази конференция. „Юнити Технолоджис“ казаха, че „За първи път инструмент за дизайн на игри е бил номиниран за тази награда“. През май 2012 година, след направено изследване, списание Game Developer е показало, че „Юнити“ е сред най-добрите игрови двигатели за мобилни платформи. През 2014 година, „Юнити“ печели наградата „Най-добър двигател“ на ежегодните Develop Industry Excellence награди във Великобритания.